# Poblat talaiòtic de Sant Agustí

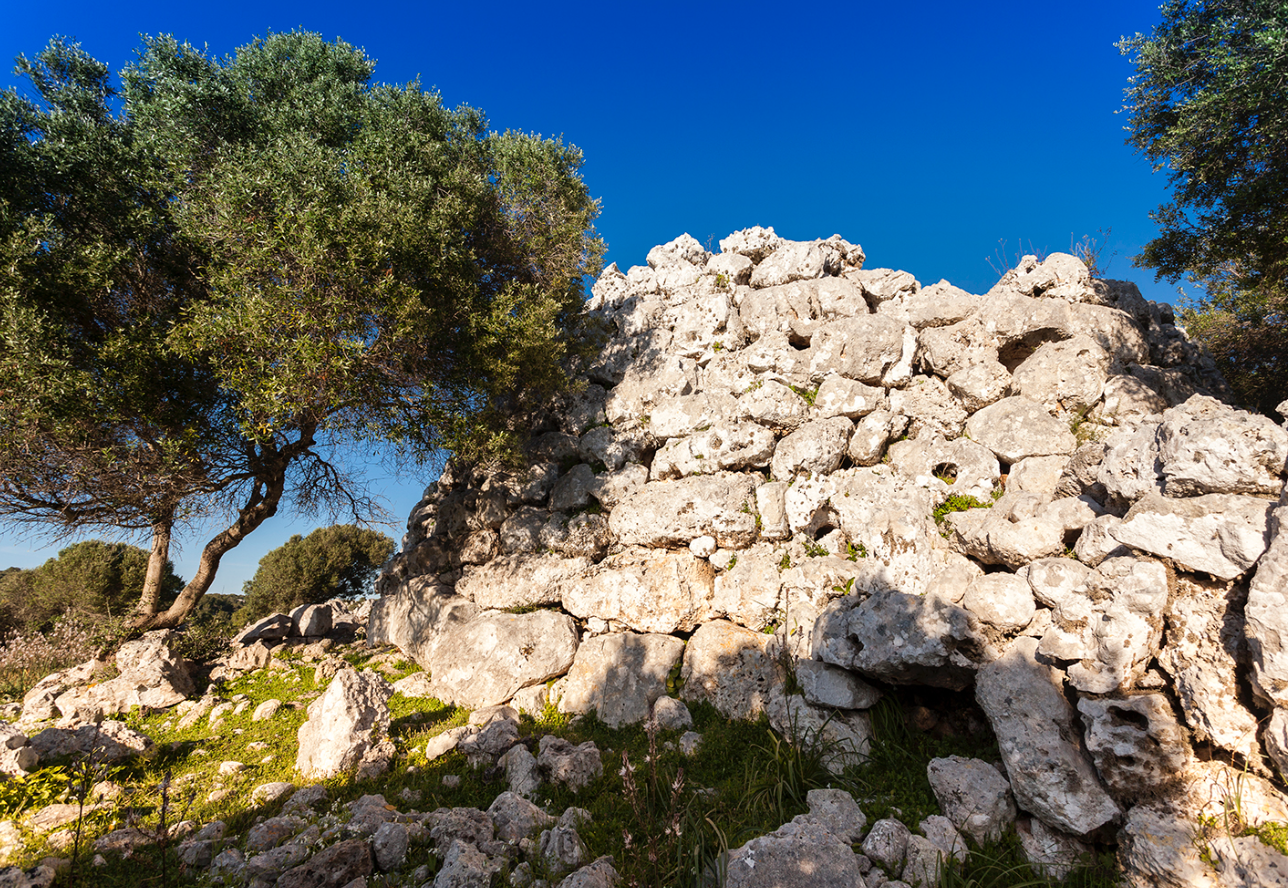
Poblat talaiòtic de Sant Agustí

El poblat talaiòtic de Sant Agustí és un jaciment arqueològic de grans dimensions situat molt a prop del barranc de Binigaus (Es Migjorn Gran, Menorca). Tot i que existeixen algunes publicacions sobre aquest poblat, mai ha estat objecte d'excavacions arqueològiques, de forma que la informació de la qual disposam és limitada. Per sort, els darrers anys, un equip d'arqueòlegs ha iniciat un projecte d'excavació arqueològica que en breu aportarà noves dades sobre aquest poblat talaiòtic. A pesar de la falta d'intervencions fins a l'actualitat, es poden observar una sèrie d'estructures molt ben conservades: dos talaiots, un d'ells amb una gran cambra interior, les restes d'un possible recinte de Taula i altres edificis annexos de funció desconeguda, algunes cases (almenys set) amb pati central o cercle d'habitació posttalaiòtic molt enrunats, cinc petites cisternes alineades als peus del talaiot principal i alguns hipogeus funeraris. Igual que a la majoria de poblats talaiòtics, la ceràmica prehistòrica de Menorca que s'observa en superfície indica que aquest indret va continuar habitat durant l'època romana i medieval islàmica. Recentment, el Consell Insular de Menorca ha impulsat la neteja de vegetació de tota una zona, prop del talaiot que conserva les bigues de fusta. Aquesta neteja ha permès descobrir tota una sèrie d'estructures que semblen correspondre a cases talaiòtiques, a més de dues coves.

## Els talaiots

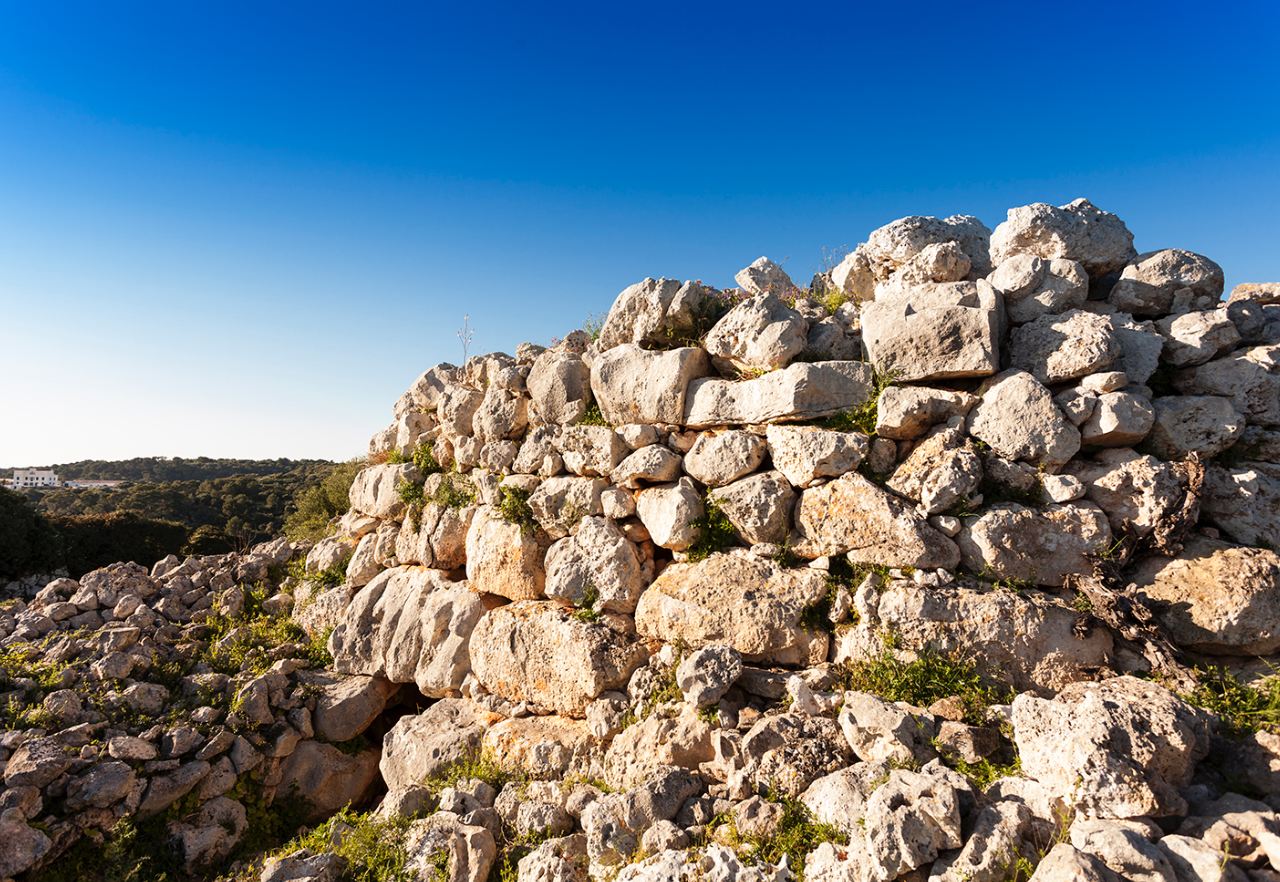
Talaiot de Ses Bigues de Mata de Sant Agustí

El talaiot més interessant és el que es coneix com a "Talaiot de Ses Bigues de Mata". Està construït amb tècnica de construcció  ciclòpia i presenta una forma troncocònica i planta circular. El seu parament exterior està format per una base de pedres pseudoisòdomes de grans dimensions, sobre les quals s'assenta la resta del llenç del parament exterior. La porta, orientada al sud-oest, permet accedir, a través d'un corredor, al qual s'ingressa a través d'un portal de pilars polilítics i llinda de grans dimensions a una gran cambra de tendència circular i de sostre bastant alt. Aquest està construït amb lloses planes i sostingut per pilars i columnes de tipus mediterrani o polilítiques (construïdes amb grans pedres i més amples per dalt que per baix). Però el fet més interessant d'aquest edifici són les bigues de fusta que formen part de l'estructura. La datació radiocarbònica o C14 realitzada sobre una mostra procedent d'una d'aquestes bigues indica que aquesta té una antiguitat d'entre 3000 i 2800 anys, és a dir que de mitjana estan datades alsegle IX aC. Tot i el nom del talaiot, recents estudis han permès comprovar que totes les bigues del talaiot són d'ullastre. A banda de l'entrada principal s'observen dos accessos actualment tapats per l'enderroc de l'edifici: un a l'exterior est i un a l'interior est, prop del sostre. Actualment, a causa de la manca d'excavacions arqueològiques, no sabem a on conduïen aquests dos accessos o si es comunicaven entre ells. La funció d'aquest edifici, igual que la dels altres talaiots menorquins, no es coneix encara amb total certesa. El fet que tingui una cambra interna tant amplia el diferencia de la majoria dels talaiots de Menorca i el fa més semblant als talaiots mallorquins, que també solen disposar d'espais interns de grans dimensions. S'ha proposat que els talaiots de Mallorca serien llocs de reunió de la comunitat i de redistribució d'aliments. Si aquesta hipòtesi fos correcta, el talaiot de Sant Agustí podria tenir una funció semblant. Aquest talaiot presenta un gran edifici adossat, de planta més o menys rectangular, que és el que s'est excavant darrerament i que ens ha de permetre conèixer la seva funció, però per la seva forma i ubicació recorda al gran edifici adossat al sud del talaiot oest de Cornia Nou, on sabem que s'hi preparaven i emmagatzemaven grans quantitats d'aliments. El talaiot fa 13,20m de diàmetre de base.

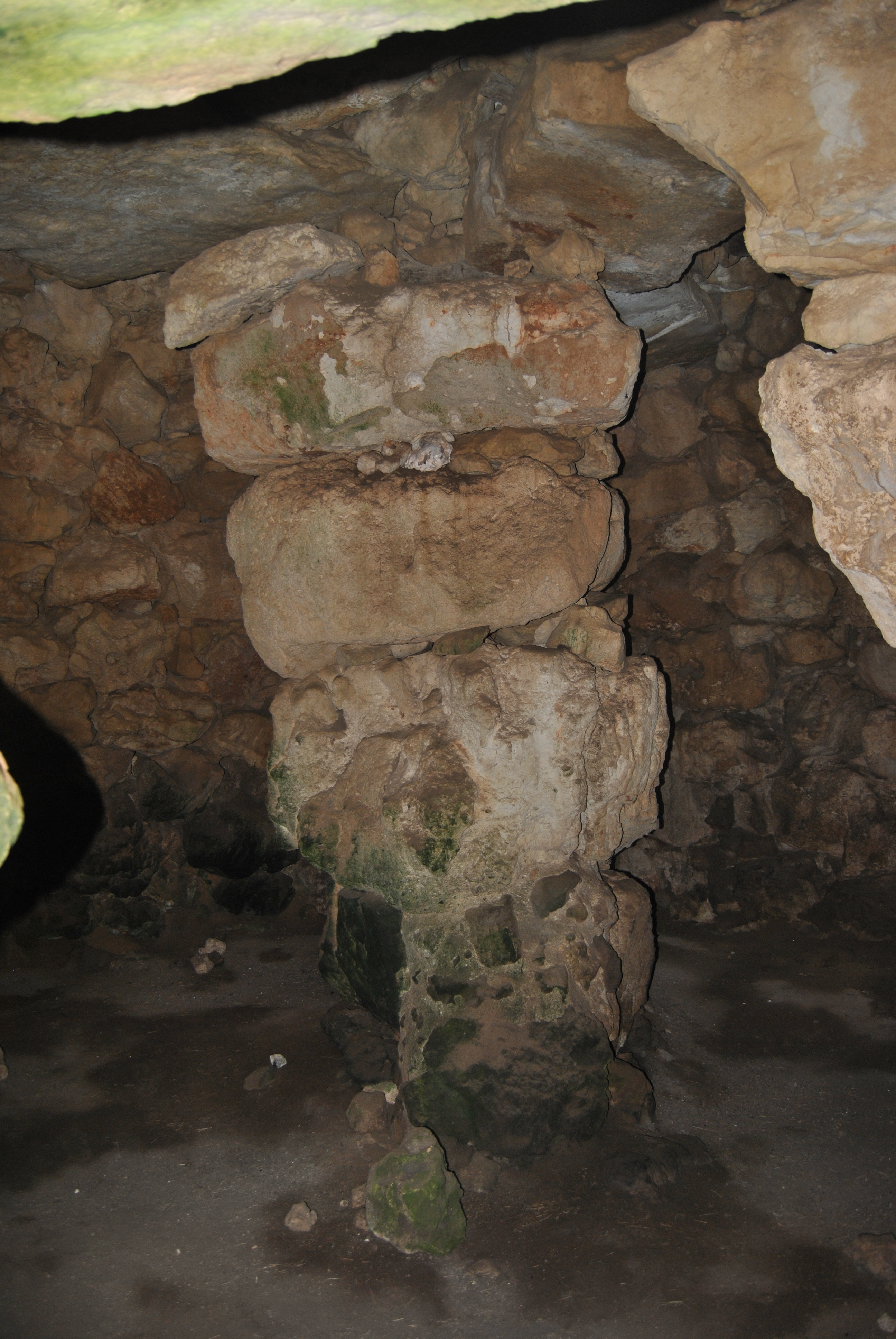
Interior del talaiot de Ses Bigues de Mata amb una de les columnes polilítiques

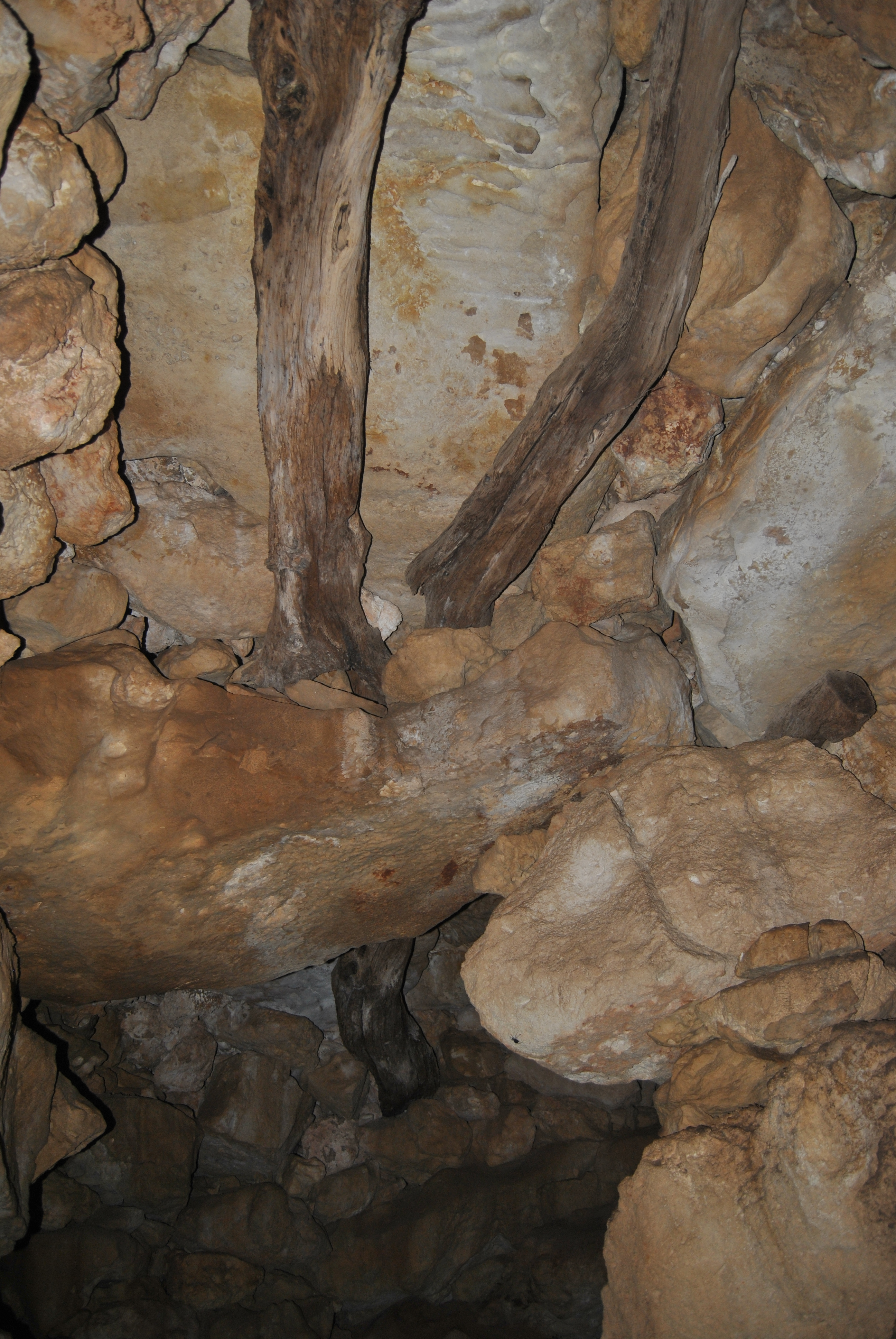
Interior del talaiot de Ses Bigues de Mata amb un detall de les bigues d'ullastre

El segon talaiot, a l'est del poblat, no menys espectacular es troba construït a base d'anells concèntrics, el parament exterior és de grans pedres irregulars i té un diàmetre de 18,20 m.

## La possible taula
Al poblat també hi ha restes d'una possible Taula. Només restaria al seu lloc la pedra vertical de l'element central (la taula pròpiament dita) al voltant de la qual s'observen altres restes: un pilar més petit, també dempeus, a un costat i un bloc de grans dimensions, tal vegada part de la pedra capitell, caigut a terra.

## Els cercles d'habitació

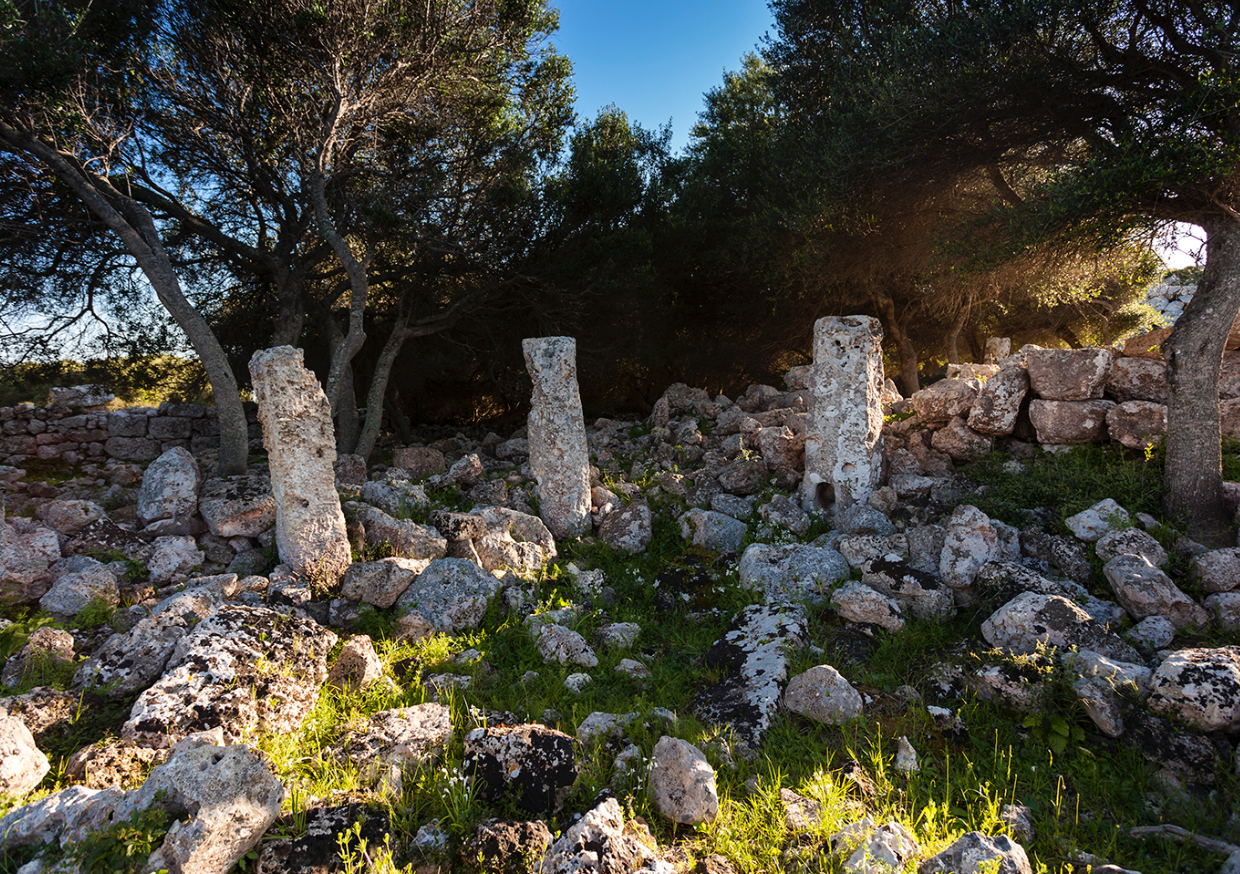
Cercles de Sant Agustí

En el sector est del poblat, l'arqueòleg Lluís Plantalamor identifica les restes de tres cases i en el sector oest les restes de cinc més. Al sud-oest del nucli, es localitzen set construccions de planta absidal i façanes lleugerament còncaves, que alguns autors com Plantalamor paral·lelitzen amb els santuaris de taula, encara que el més probable és que siguin cases del període posttalaiòtic.

## Període cronològic
- Bronze Mitjà
- Bronze Final
- Edat del Ferro.

## Intervencions arqueològiques
A finals de la dècada de 2010 s'estan realitzant intervencions arqueològiques duites a terme per l'Associació d'Arqueologia i Patrimoni.